# ぎょうせい
株式会社ぎょうせい（英: GYOSEI Corporation）は、東京都中央区に本社を置く日本の出版社。明治時代に大谷仁兵衛が創業。初名は帝国地方行政学会（ていこくちほうぎょうせいがっかい）。

## 概要
法規集・例規集・判例集・地方自治や法律に関わる書籍・雑誌の出版を中心に、電子商品の開発・販売、行政機能に関するコンピュータシステム開発、地域づくり等に関する調査の受託及び計画策定支援業務、地方自治体が主催するイベントの企画・提案・サポート業務を行っている日本の出版社である。明治時代（帝国地方行政学会であった時代）に、日本初の加除式法規書を発案した。また、条例・例規データベースシステムは日本全国約65%の地方自治体に導入されている。

## 沿革
- 1893年（明治26年） 京都で宮中の図書御用であった大谷仁兵衛が「帝國地方行政學會」を設立。
- 1904年（明治37年） 加除式法規書を発案し、これを採用した「法規全書」を出版。
- 1925年（大正14年） 株式会社に組織変更。
- 1948年（昭和23年）「法律のひろば」創刊。
- 1949年（昭和24年） 「現行日本法規」を発刊。
- 1958年（昭和33年） 「税理」創刊。
- 1964年（昭和39年） 銀座に本社機能を移転。
- 1965年（昭和40年） 「行政判例集成」を発刊。
- 1972年（昭和47年） 沖縄返還に際し、県内自治体から法規集等の大量注文を受け、大きく業績を伸ばす。
- 1974年（昭和49年） 株式会社ぎょうせい設立 （株式会社帝国地方行政学会は関連会社として存続）。
- 1984年（昭和59年） 地方行政でのコンピュータ活用のため、ソフトの設計・開発、コンサルティングを目的に、システムサービス事業部を新設。
- 1986年（昭和61年） - 地方公共団体の地域づくり支援のための調査研究事業を本格展開。
- 1988年（昭和63年） - 法令や例規（条例・規則）のデータベース構築に着手。
- 1993年（平成5年） データ事業部を新設。創業100年。
- 1995年（平成7年） 本部機能を杉並区荻窪（藤澤ビルディング）に移転。
- 1997年（平成9年） 従来あった「システムサービス事業部」と「データ事業部」を統合し、データ・システム事業部発足する。同年に「ぎょうせい法令・判例CD-ROMシリーズ」を発行。
- 1999年（平成11年） 総合出版社としては日本国内第1号となるISO 14001認証を取得。
- 2001年（平成12年） - 21世紀の地方自治を創る総合情報誌『ガバナンス』創刊。
- 2005年（平成17年） MBOを行い、オーナーから株式を取得。MBO資金を出したのはみずほ銀行である。(みずほキャピタルパートナーズ)法制執務・政策法務を支援する総合情報誌『自治体法務研究』創刊。
- 2006年（平成18年） 株式会社帝国地方行政学会（存続会社）と合併。その後株式会社ワールド・アート・ギャラリー（存続会社）とも合併し、それぞれ社名を株式会社ぎょうせいと改める。
- 2007年（平成19年） 北関東支社と南関東支社を再編成。北関東支社を関東支社とし、さいたま市大宮区へ移転。南関東支社を東京支社とする。
- 2008年（平成20年） 本社・本部及び東京支社が新木場に移転（12月24日付け）。東海支社・北海道支社・関西支社・中国支社・九州支社が移転。
- 2009年（平成21年） ぎょうせいが保有するエルシーブイ及び倉敷ケーブルテレビの全株式をビック東海に売却し、エルシーブイ及び倉敷ケーブルテレビはグループを離脱する。
- 2010年（平成22年） ホームページにて、合併公告『本社がぎょうせいインフォネット株式会社又は行政建物株式会社の権利義務全部を承継して存続し、又は解散することにいたしましたので公告します。』を発表。
- 2012年（平成24年） 株式会社麻生が同年10月3日に株式取得等を目的として設立した株式会社プラネットホールディングスは、同年12月17日付で、有限会社プラネットホールディングス（創業者一族からの独立のために行ったマネジメント・バイアウトの際、株式会社ぎょうせいの株式を引き受けるために作られた会社であり、株式会社プラネットホールディングスとは別会社）及び株式会社ぎょうせいの株式を取得した。麻生グループの傘下に入る[1]。
- 2015年（平成27年） 「プライバシーマーク」認証取得。
- 2017年（平成29年） 株式会社行政マネジメント研究所を子会社化。
- 2018年（平成30年） 創業125年。WAVE出版を子会社化。
- 2020年（令和2年） 公務員のためのeラーニング研修サービス「ぎょうせいe-Academy」開講。
- 2021年（令和3年） 電子書籍・雑誌読み放題サービス「PLAT税理」販売開始。
- 2023年（令和5年） 議会答弁検討システム「答弁りんく」、自治体実務解説サービス「GovGuide」（ガブガイド）販売開始。厚生労働大臣認定「くるみん」を取得。

## 主な出版物

### 書籍
- 現行日本法規
- 図説 法制執務入門
- 新 自治用語辞典
- 常用漢字・送り仮名・現代仮名遣い・筆順 例解辞典
- ぎょうせい学参まんが 歴史人物なぜなぜ事典
- 全国博物館総覧
- 名球会コミックス - 日本プロ野球名球会会員の自伝漫画書籍。
- 新「ことば」シリーズ
- 日本が動く時-政界キーパーソンに聞く-（RFラジオ日本の政治対談「長野祐也の政界キーパーソンに聞く」の書籍再録版）
- 文部省『学制百年史』帝国地方行政学会、1972年。ASIN B000J9MMZI。

その他、法律、地方自治、税務、教育関連の専門書、歴史書などが中心。また、自治体史・周年記念誌等のオーダーメイド型の本づくりも行っている。

### 雑誌
- 月刊『地方自治』- 地方自治に関する月刊誌
- 月刊『ガバナンス』 - 地方自治関連の総合情報誌
- 月刊『税』 - 地方税に関する月刊誌
- 月刊『地方財務』 - 地方財政に関する月刊誌
- 隔月刊『判例地方自治』 - 自治体関連の判例解説誌
- 月刊『税理』 - 税理士・会計専門家向け税務・経営の総合誌
- 旬刊『速報税理』 - 多様化・難解化する税務、税理士業務に特化した情報誌
- 『法律のひろば』 - 実用的法律知識の普及を目標とする法律雑誌
- 季刊『自治体法務研究』 - 政策法務・法制執務を支援する総合情報誌
- 『フォーブス 日本版』 - ビジネス情報誌、2009年11月号で休刊

その他、法律、税務、教育に関する月刊誌・季刊誌

### その他
- 日本紳士録（発行は関連会社の株式会社交詢社出版局）　2007年4月の80刷で休刊
- 現行法令電子版　Super法令Web
- リーガルベース全判例CD-ROM
- 公用文例辞書 for MS-IME【令和版】（常用漢字表や現代仮名遣いなどに基づいた表記基準をまとめた『最新公用文用字用語例集（増補版）』『例解辞典［改訂新版］』を基に、「公用文における漢字使用等について」などの通知内容を反映させた、Microsoft Office用のシステム辞書）
- 電子書棚（加除式コンテンツを電子版で閲覧できる購読者向けサービス）
- 例規執務サポートシステム「SUPER REIKI-BASE」
- 政策法務支援システム
- 例規改廃情報提供サービス「条例お届け便」
- 財務会計システム
- 起債管理システム
- 人事給与管理システム
- 公営企業会計システム
- 水道料金システム
- 行政評価システム（G-model）
- 人事評価システム（J-model）
- 個人情報取扱業務Webシステム
- 各種行政計画策定支援業務
- 宝くじスポーツフェア「ドリーム・ベースボール」「ドリーム・バレーボール」の企画運営
- 公務員のためのeラーニング研修サービス「ぎょうせいe-Academy」
- 電子書籍・雑誌読み放題サービス「PLAT税理」
- 議会答弁検討システム「答弁りんく」
- 自治体実務解説サービス「GovGuide」（ガブガイド）

## MBOの経緯
かつてのオーナー家で「ぎょうせい」の“中興の祖”とも言える藤澤乙安（2000年3月没）は、もともと株取引に長じ、一代で巨富を築いた立志伝中の人物で、戦後に経営破綻した「ぎょうせい」の前身である帝国地方行政学会を買収し再建を果たした。もっとも、乙安は当初から出版事業に関心があったわけではなく、目的は自身の節税策として赤字会社の買収による利益圧縮にあった。
その後、乙安は官公庁とタイアップした出版物（法務省編「現行日本法規」のような法令集、経済産業省の「通商白書」、月刊「文部科学時報」など）を多く刊行し出版事業の中核とした。これらは、“「役所が公費でそろえた法令や判例などの資料をタダでもらい、まとめて刊行するだけ。出版物の多くは買い取りでリスクがない」（経済誌記者）“ビジネスモデルであった。また“「入社試験で父親の職業を聞かれ、『公務員』と答えると合格する、と社内では言われている」（同社関係者）”など役所との太いパイプを築き上げた。
この結果、“「出版業界はここ5年連続で売上高が前年度割れし、10年前の水準に戻ってしまったが、『ぎょうせい』は景気に左右されず、売上高を伸ばしている」（清田義昭「出版ニュース」編集長）”と評され、2001年度の売上高は出版業界7位の約760億円、社員数は業界最多の約2千人を誇る強固な経営基盤を築き上げた。
しかし、社内では“「うちは超安月給で、新入社員の約3割は入社後3年ぐらいで辞めてしまう。取締役でも年収は1千万円台の前半と聞いています」（社員）”といわれ、“「人件費や経費を抑えて収益を上げ、徹底した節税で株主に15%の高配当をする。ただし、株の大半は実質的に社長のもの。結局、社長だけが儲かるシステム」（前出のOB）”と言われた。
こうした中、乙安より事業を引き継いだ藤澤玄雄・社長（乙安の養子）が、乙安からの相続財産のうち課税されるべき相続税約12億円を脱税したとして、2002年8月に東京国税局から東京地方検察庁に告発され、同年9月に社長を辞任した。
同月、相続税法違反容疑で逮捕され翌月起訴。2004年7月の一審・東京地方裁判所は懲役2年、罰金2億5千万円の実刑判決、2005年1月の二審・東京高等裁判所も被告側の控訴を棄却、さらに2006年1月に最高裁判所でも上告棄却で実刑が確定判決となり、刑務所に収監された。このことが、MBOによって同族経営から脱却する契機となった。

## 組織
代表取締役社長   西本功二
- 本社
  - 東京都中央区銀座7丁目4-12
- 本部
  - 東京都江東区新木場1丁目18番11号
- 支社及び事務所
  - 北海道支社、東北支社、関東支社、東京支社、東海支社、関西支社、中国支社、四国支社、九州支社、沖縄事務所

### 主要取引先
1. 内閣府、総務省、法務省、財務省、文部科学省、厚生労働省、農林水産省、経済産業省、国土交通省、環境省、各省庁
2. 東京都をはじめ、地方公共団体・議会事務局・教育委員会・警察署・消防署等
3. 全国国公私立大学及び高・中・小の各学校
4. 銀行、会社、その他の団体等

## 関連会社
- ぎょうせいデジタル株式会社
- 西日本法規出版株式会社
- 株式会社ぎょうせい総合研究所
- 株式会社至文堂
- 株式会社行政マネジメント研究所
- 株式会社WAVE出版

### かつての関連会社
- ぎょうせいインフォネット株式会社
- 行政建物株式会社
- 株式会社交詢社出版局
- ヒメリン化学工業株式会社
- エルシーブイ株式会社（長野県諏訪地域のケーブルテレビ局）
- 株式会社倉敷ケーブルテレビ（岡山県倉敷地域のケーブルテレビ局）
- 条例アクセス株式会社
- 株式会社ヒルマ
- 株式会社ぎょうせいプロモーション
- 株式会社日本法律情報センター